# Gottfried Galling
Gottfried Galling (* 22. Juni 1937 in Halle (Saale); † 14. August 1989) war ein deutscher Botaniker und Hochschullehrer.
Unter dem Titel Analyse des Magnesium-Mangels bei synchronisierten Chlorellen legte er 1963 seine Dissertation und unter dem Titel Ribosomes in unicellular green algae 1970 seine Habilitationsschrift im Fach Botanik an der Georg-August-Universität in Göttingen vor.
Er war Hochschullehrer an der TU Braunschweig und Leiter des Botanischen Instituts der TU Braunschweig.

## Schriften
- Analyse des Magnesium-Mangels bei synchronisierten Chlorellen. Aus: Archiv für Mikrobiologie. Band 46, S. 150–184, Göttingen 1963. Hochschulschrift, Göttingen, Math.-naturwiss. Fakultät, Dissertation vom 28. Februar 1963.
- Ribosomes in unicellular green algae. Aus: Cytobiologie. Band 1, 1970, Heft 3, S. 304–315 und Band 2, 1970, Heft 3, S. 359–375, Göttingen 1970. Hochschulschrift, Göttingen, Math.-naturwiss. Fakultät, Habilitationsschrift vom 17. April 1970.
- mit Ludger Rensing, Rüdiger Hardeland und Michael Runge: Allgemeine Biologie. Ulmer, 1984, ISBN 3-8001-2494-7.
- 150 Jahre Botanischer Garten der Carolo-Wilhelmina zu Braunschweig. In: Carolo-Wilhelmina. Mitteilungen der TU Braunschweig. 24 (1989), Nr. 2, S. 47f.[3]